# 長門市消防本部
長門市消防本部（ながとししょうぼうほんぶ）は、山口県長門市の消防部局（消防本部）。

## 管内の現況
- 管内の人口 - 32,768人

2020年（令和2年）1月1日現在
- 管内の世帯数 - 14,356世帯

2020年（令和2年）1月1日現在
- 管内の面積 - 357.31km2

2020年（令和2年）1月1日現在

## 沿革
- 1972年（昭和47年）
  - 4月1日 - 旧長門市消防本部・消防署が発足する[1]。
  - 10月1日 - 救急業務を開始する[1]。
- 1973年（昭和48年）4月1日 - 広域消防として旧長門市、旧三隅町、旧日置村、旧油谷町を管轄する長門地区消防本部・消防署が発足する[1]。
- 1978年（昭和53年）4月1日 - 日置村が町制を施行する[1]。
- 2005年（平成17年）3月22日 - 長門市、三隅町、日置町、油谷町の合併により新『長門市』が誕生する。これに伴い、現行の長門市消防本部が発足する[1]。
- 2013年（平成25年）4月1日 - 消防・救急デジタル無線の運用を開始する[1]。
- 2016年（平成28年）12月5日 - 新消防本部・中央消防署庁舎（現在の消防本部・中央消防署庁舎）の運用を開始する[1]。

## 消防署
| 消防署           | 郵便番号   | 所在地                        | 延床面積   | 敷地面積   | 特記事項                     |
| ---------------- | ---------- | ----------------------------- | ---------- | ---------- | ---------------------------- |
| 長門市中央消防署 | 〒759-4101 | 山口県長門市東深川1902番地1   | 2,658.86m2 | 3,582.55m2 | 長門市消防本部と併設している |
| 長門市西消防署   | 〒759-4504 | 山口県長門市油谷河原1056番地3 | 277.72m2   | 676.96m2   |                              |

## 組織
- 消防長（消防司令長）
  - 消防次長（消防司令）
    - 総務課 - 庶務係
    - 予防課 - 調査指導係、危険物係
    - 警防課 - 警防係、救急係
    - 中央消防署 - 第1小隊、第2小隊、第3小隊
    - 西消防署 - 第1小隊、第2小隊、第3小隊

2019年（平成31年）4月1日現在

## 配置車両
| 配置車両                 | 配置台数 | 特記事項                           |
| ------------------------ | -------- | ---------------------------------- |
| 消防ポンプ自動車         | 3        |                                    |
| はしご車                 | 1        |                                    |
| 指揮車                   | 2        |                                    |
| 化学消防ポンプ自動車     | 1        |                                    |
| 救助工作車               | 1        |                                    |
| 資機材搬送車・資材搬送車 | 3        | 資機材搬送車が2台、資材搬送車が1台 |
| 高規格救急自動車         | 4        |                                    |
| 広報車                   | 1        |                                    |
| 査察車                   | 1        |                                    |
| その他車両               | 2        |                                    |

2019年（平成31年）4月1日現在